# Zdolność postulacyjna
Ten artykuł należy dopracować:

przedstawiono sytuację tylko z polskiej perspektywy – artykuł powinien być przekrojowy.
Pomóż go poprawić. 
Zdolność postulacyjna – zdolność do samodzielnego działania w postępowaniu sądowym.
Powody braku zdolności postulacyjnej mogą być natury faktycznej, gdy np. głuchota lub brak znajomości języka urzędowego. Mogą mieć także naturę prawną, np. przymus adwokacko-radcowski w postępowaniu przed Sądem Najwyższym, który oznacza, że strona nie może samodzielnie dokonać określonych czynności, lecz musi być zastąpiona przez adwokata lub radcę prawnego.
 Zapoznaj się z zastrzeżeniami dotyczącymi pojęć prawnych w Wikipedii.